# Ourapteryx peermaadiata
Ourapteryx peermaadiata là một loài bướm đêm trong họ Geometridae.